# Eclipsa de Soare din 30 august 1905

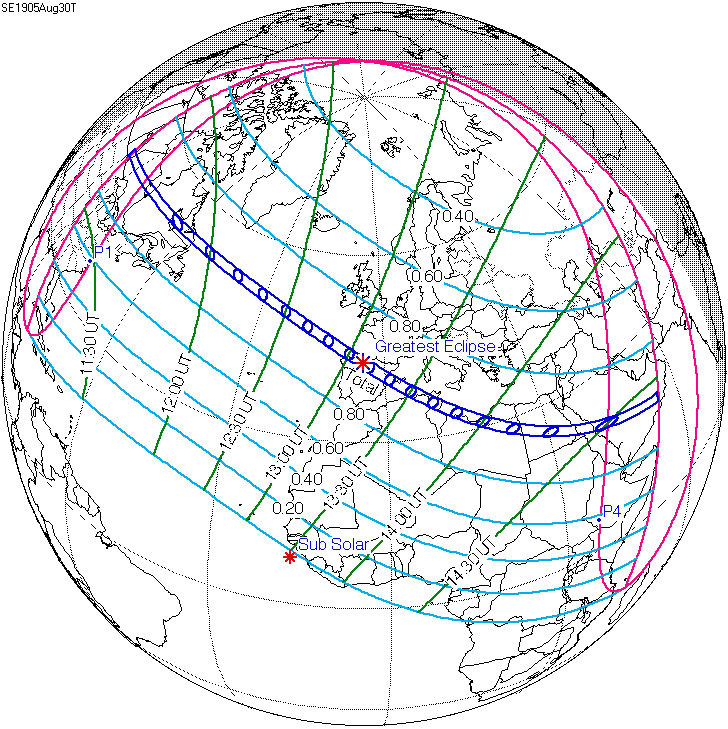
Harta eclipsei totale

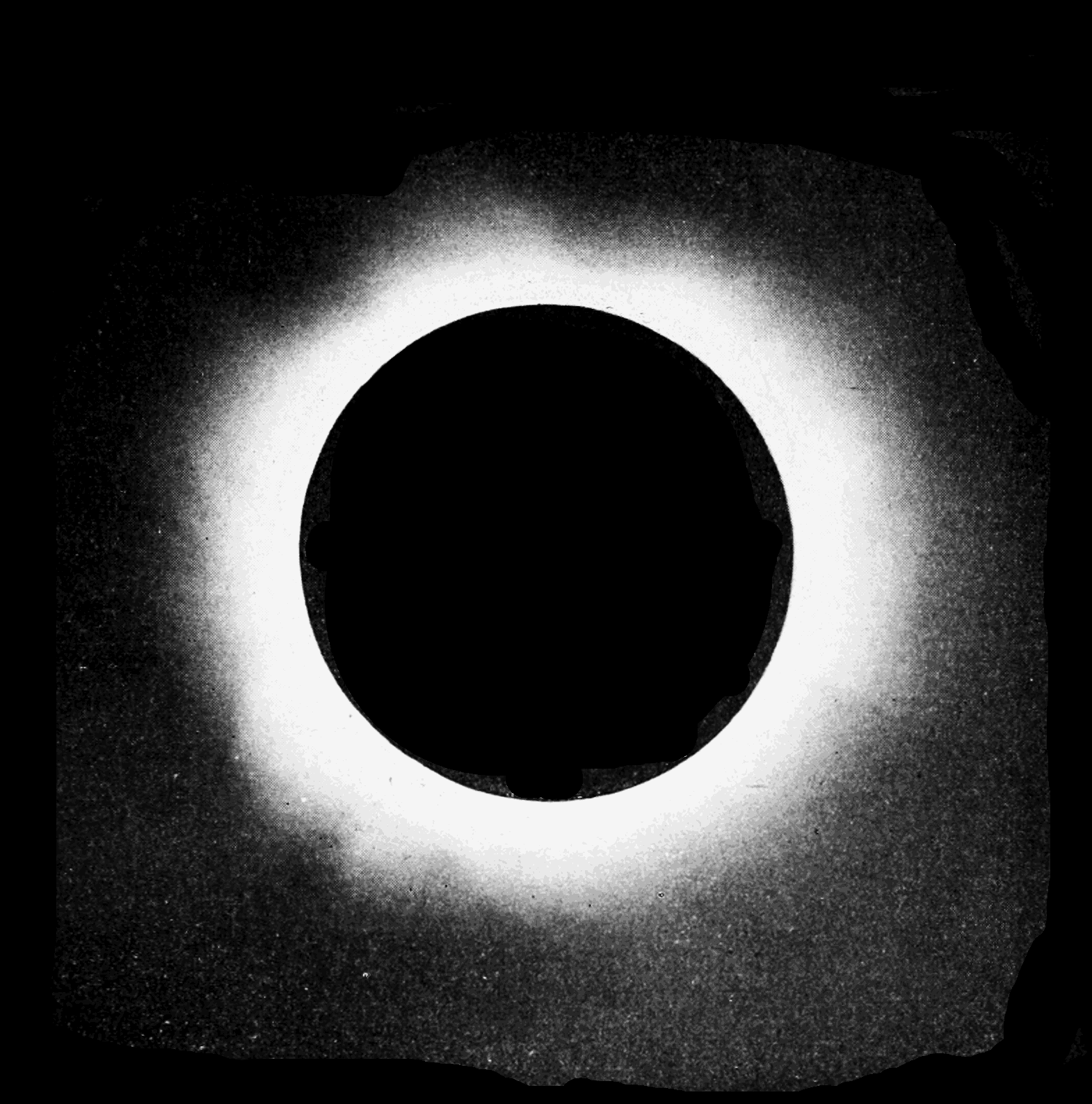
Corona solară din 30 august 1905, fotografie realizată cu o cameră de 40 de picioare

O eclipsă de Soare a avut loc la 30 august 1905, în jurul orei 13:07 UTC. Eclipsa, o eclipsă totală, a fost vizibilă în unele părți din America de Nord (Canada), Africa (Algeria, Egipt, Libia și Tunisia), Europa (Spania) și Asia (Arabia Saudită).
Pe teritoriul actual al României, eclipsa a putut fi observată ca eclipsă parțială.
Eclipsa a durat 3 minute și 46 de secunde.
Această eclipsă de Soare s-a produs în urmă cu 119 ani, 207 zile.

## Astrofotografie românească
Eclipsa din 30 august 1905 a fost fotografiată, luând mai multe clișee, de astronomul amator M.I. Negreanu, de profesie avocat. Este posibil ca aceste clișee să fie primele fotografii ale unei eclipse de Soare realizate de un român.